# Surma (cantora portuguesa)
Débora Umbelino (Leiria, Portugal, 26 de dezembro de 1994), mais conhecida por Surma, é uma cantora portuguesa.

## Biografia
Surma começou desde cedo várias aventuras com projetos musicais. Enquanto ainda estudava no Ensino Secundário em Leiria, venceu o ZUS! em 2014 com os Backwater & The Screaming Fantasy. Em 2015 começou o seu projeto a solo a que adotou o nome artístico de Surma (oriundo do povo Surma da Etiópia), que rapidamente correu o país e começou a despertar a atenção do público e da imprensa.
Pelo meio frequentou o curso de Jazz no Hot Club de Portugal, com especialidade em contrabaixo e voz e aventurou-se em pós-produção audiovisual. O seu disco de estreia acabava por ser adiado para o final de 2017, tendo "Antwerpen" merecido logo uma aclamação generalizada que a colocou num lugar cimeiro dos novos valores da música nacional. Meios como o Expresso, Público, Blitz ou Antena 3 votam-no como um dos melhores do ano e a Sociedade Portuguesa de Autores nomeou "Hemma" para melhor canção de 2017.
Surma já se apresentou ao vivo por mais de 200 vezes e por 16 países, onde se incluem países como os Estados Unidos, o Reino Unido, os Países Baixos, a França, a Islândia, o Brasil, a Áustria, a Alemanha, a Espanha, a Eslovénia e a China. Internacionalmente viu o seu disco de estreia ser editado em vários países europeus e ser nomeado para melhor disco independente do ano pela IMPALA (Associação Europeia de Editoras Independentes), conseguindo destaque em meios tão prestigiados como a BBC, o Musikexpress ou a NPR.
A nível nacional, Surma tanto tem atuado em pequenas salas como em festivais como o NOS Alive, o Vodafone Paredes de Coura, o Bons Sons, o Super Bock Super Rock e o NOS Primavera Sound.
Para além da sua carreira a solo e das inúmeras colaborações, mantem-se, desde 2016, como solista convidada dos Concertos para Bebés, compondo música para teatro e cinema, como para a longa-metragem "SNU".
Tem colaborado também com músicos tão distintos como Rodrigo Leão, Tiago Bettencourt, Tomara, Miguel Ângelo, Gobi Bear, Captain Boy, Prana e Jerónimo.
Em 2019 participou no Festival RTP da Canção, com a canção "Pugna", onde alcançou o 5º lugar. Em anos posteriores deste festival, participou numa atuação de intervalo em 2020, como jurada regional da região Centro em 2021 e jurada das semifinais em 2022.
Em novembro de 2022 lançou o seu segundo longa duração "alla" e passou também a apresentar-se ao vivo em formato trio, acompanhada por Pedro Melo Alves e João Hasselberg.   

## Discografia

### Álbuns
- Antwerpen (2017)
- alla (2022)

### EPs
- Surma (2019)

### Singles
- Maasai (2016)
- Second Hand Battle (2017)
- Hemma (2017)
- Something in the Way (2018)
- True Love Will Find You in the End (2018)
- Pugna (2019)
- Drög (2019)
- Wanna be Basquiat (2019)
- Plass - RT-FACT Remix (2020)
- Sybille (2020)
- Skrape (2020)
- O.O.F.G., com Vítor Araújo (2022)
- Islet (2022)